# Hemilea freyi
Hemilea freyi är en tvåvingeart som först beskrevs av Hardy 1970.  Hemilea freyi ingår i släktet Hemilea och familjen borrflugor. Inga underarter finns listade i Catalogue of Life.